# Atacadeira
Uma atacadeira, também conhecida por máquina de ataque da via, é uma máquina usada em operações de manutenção de via férrea referidas por ataque de via, uma operação que consiste na compactação da camada de balastro através de vibração. 
Esta operação é tipicamente sucedida do nivelamento da camada e o realinhamento longitudinal e transversal da via.

## Galeria de imagens

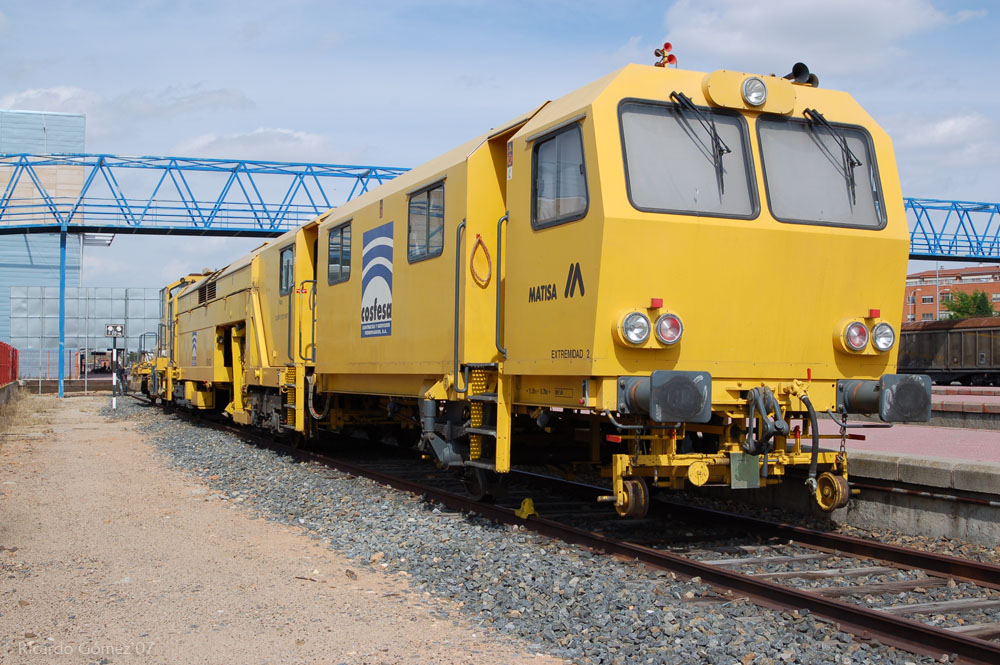
Atacadora MATISA, propriedade da Cosfesa, na estação ferroviária de Salamanca.
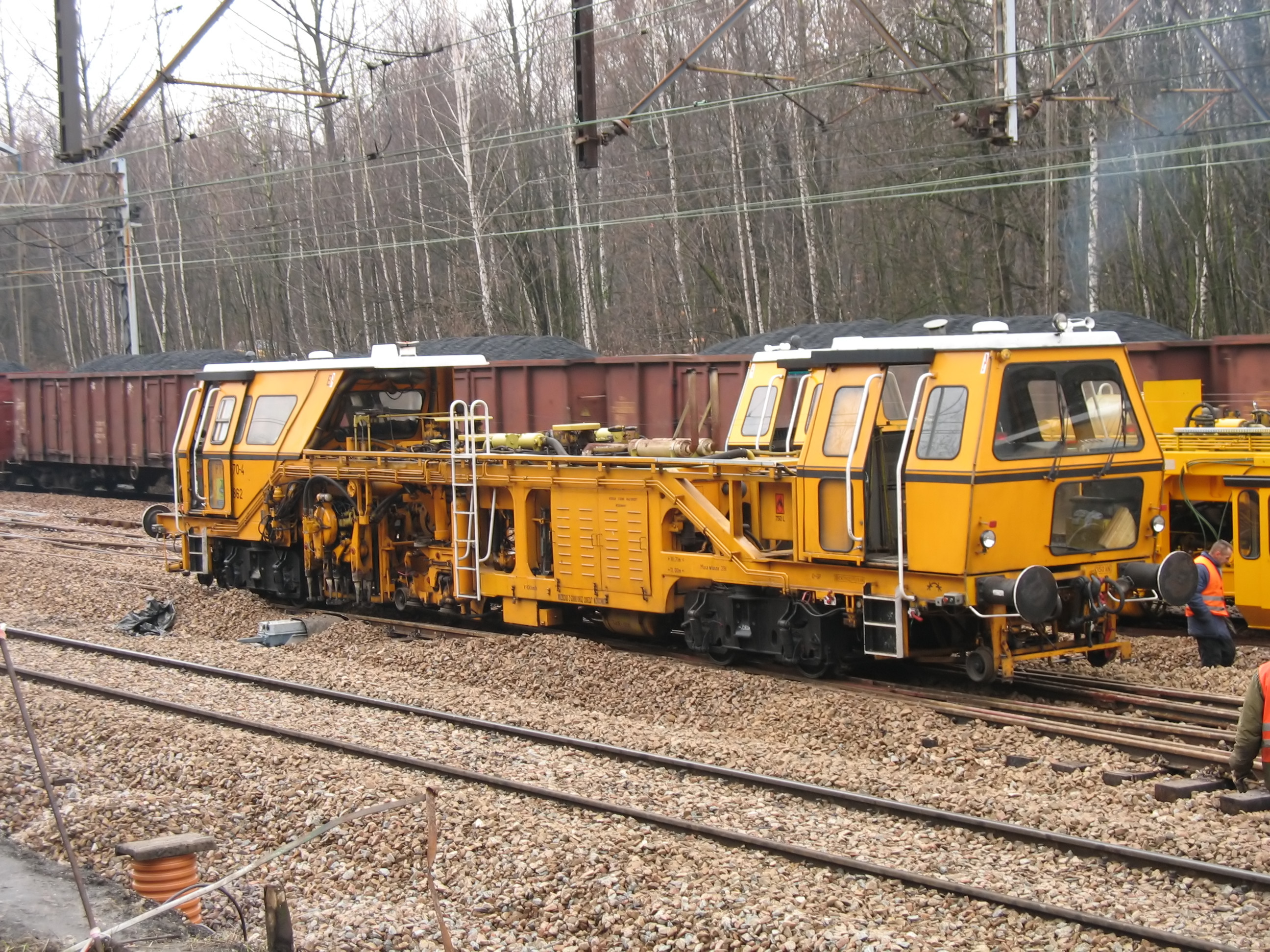
Atacadora polaca
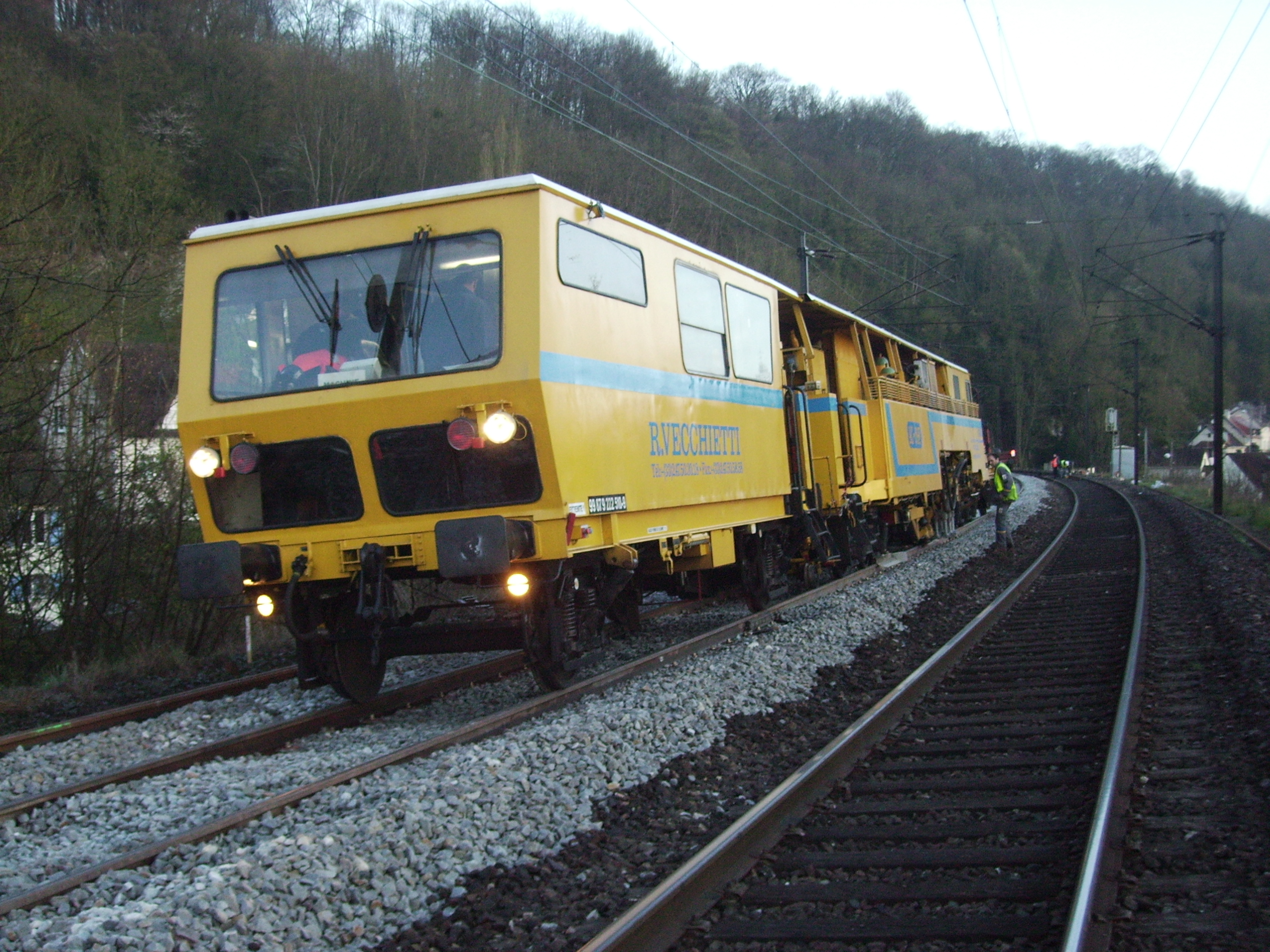
Atacadora da Vecchietti, França
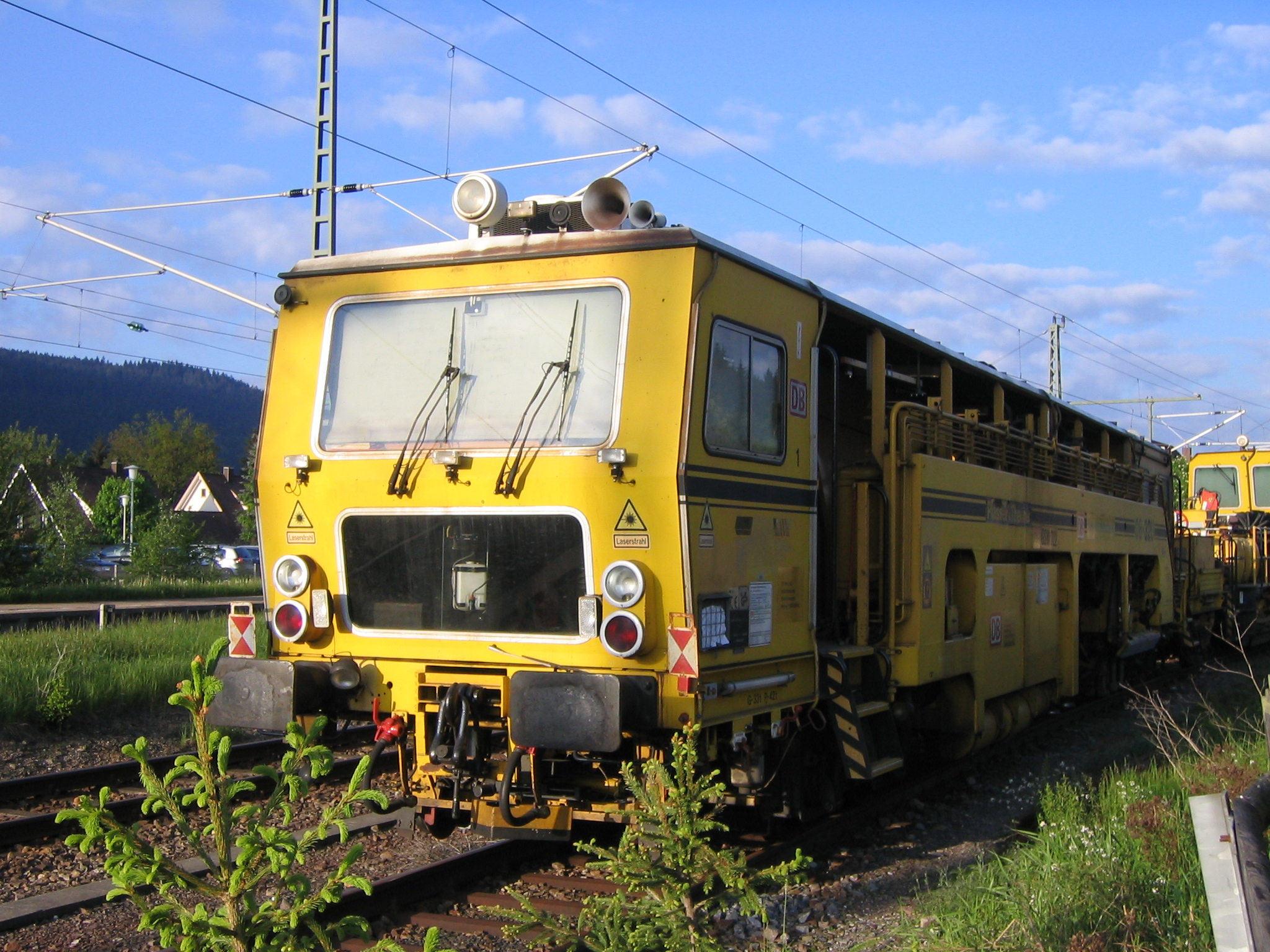
Atacadora da Deutsche Bahn
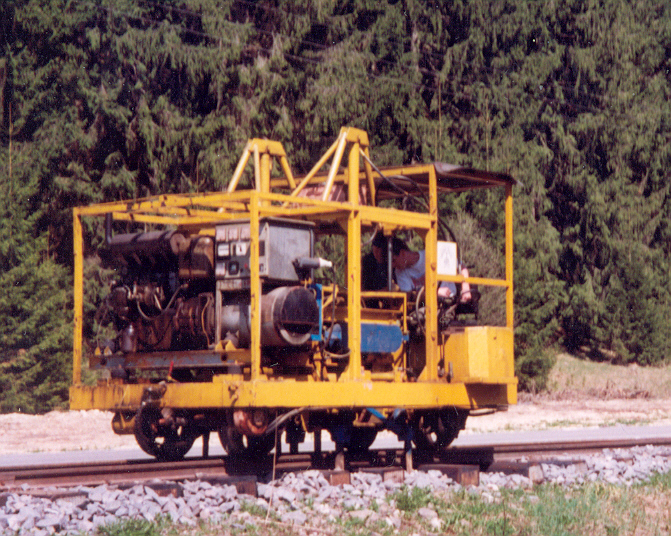
Atacadora Checa narrow gauge
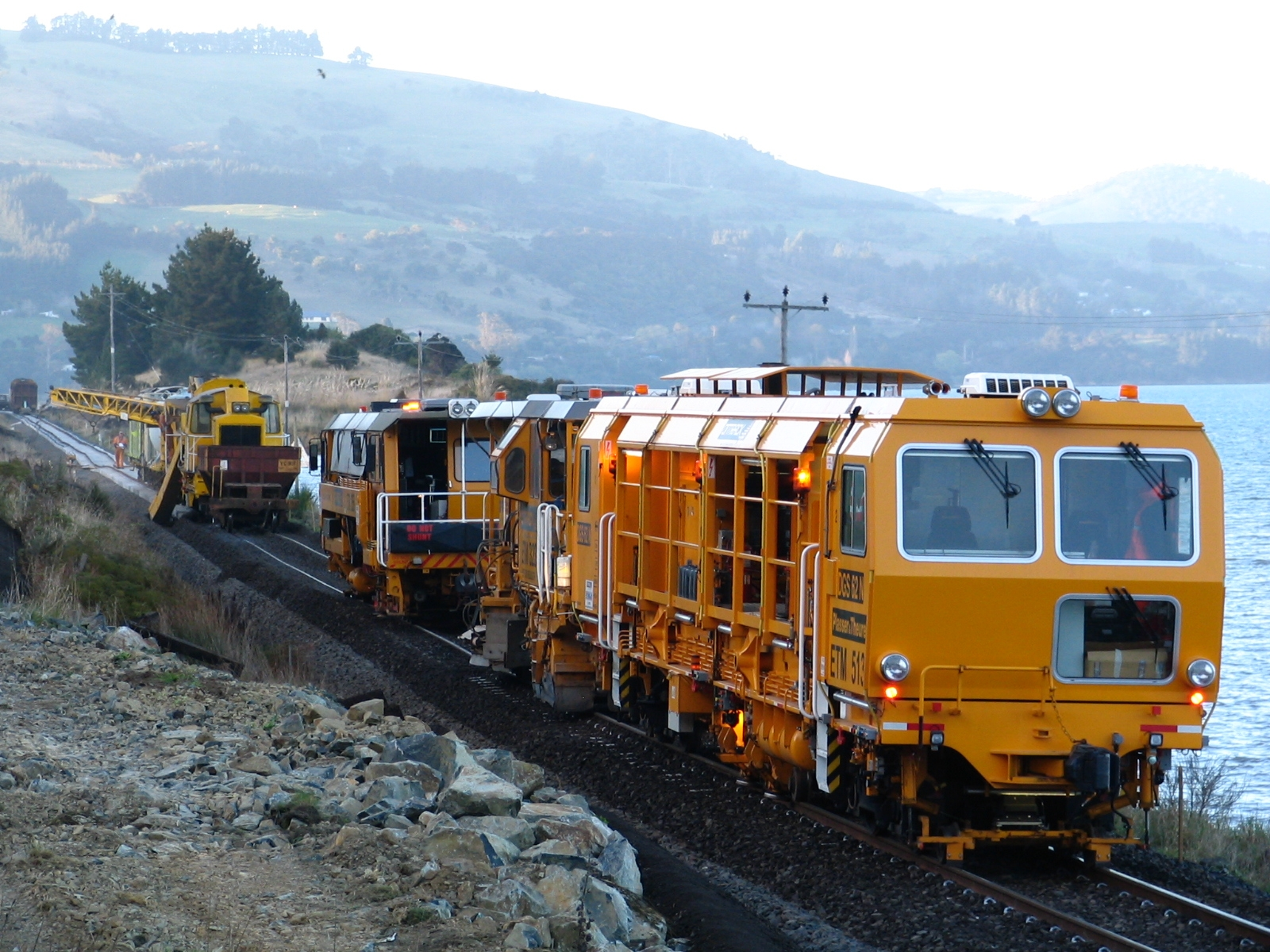
Plasser and Theurer DGS 62 N dynamic track stabilizer, seguido de uma reguladora SSP 300 Regulator, e uma Plasser 09-16 CAT Continuous Action Tamper, in Blueskin Bay, Nova Zelândia.

## Atalhos externos
- Atacadeira a executar uma passagem entre a Estação de Massamá e Monte Abraão, na nova linha 1, no dia 22/09/2012 pelas 8h.